# Enric Steegman i Garcia
Enric Steegman i Garcia (Puigcerdà, 1941) és un arquitecte català.
El 1965 es va llicenciar a l'Escola Tècnica Superior d'Arquitectura de Barcelona, i es va doctorar al mateix centre el 1982. Ha treballat com a professor de disseny a la mateixa escola i a l'Escola Eina durant diverses dècades, especialitzant-se en producció i interiorisme.

## Obres rellevants
- 2003 - Hotel Sant Cugat. Sant Cugat del Vallès.
- 2004 - Museu Nacional d'Art de Catalunya, amb Gae Aulenti.[3]
- 2001 - Habitatges a Port Calafat. L'Ametlla de Mar.
- 1997 - Edifici consultes externes de l'Hospital Clínic de Barcelona.

## Publicacions
- Las medidas en arquitectura. Barcelona: COAC, 1983 (Reedicio G.G., 2007).
- Lluís Nadal. Habitatge col·lectiu 1959-2006. Barcelona: UPC/ETSAB, 2007.
- Transformacions a l'eixample i nucli antic. Barcelona: UPC/ETSAB, 1988.
- Las medidas de la vivienda. Barcelona: COAC, 1986